# Mountain Pass
Mountain Pass – kopalnia odkrywkowa pierwiastków ziem rzadkich w USA.

## Charakterystyka
Kopalnia znajduje się na południowym zboczu pasma górskiego Clark w hrabstwie San Bernardino  w Kalifornii, 85 km na południowy zachód od Las Vegas. Już w połowie XIX wieku wydobywano w tym regionie rudę ołowiu, a od połowy lat 80. XIX wieku również srebro. Na północnym zboczu góry Clark powstała nawet, opuszczona dziś, osada górnicza Ivanpah, którą zamieszkiwało około 50 osób. Złoża pierwiastków ziem rzadkich w miejscu dzisiejszej kopalni Mounatain Pass zostały odkryte w 1949 roku przez Herberta S. Woodwarda, Clarence'a Watkinsa i P.A. Simona, którzy zwrócili uwagę na ponadprzeciętną radioaktywność w tym miejscu. Od rozpoczęcia działalności w 1952 roku do końca lat 80. XX wieku, kopalnia była największym źródłem pierwiastków ziem rzadkich na świecie. Szczyt wydobycia przypadł na połowę lat 60. XX wieku, gdy na rynku zaczęły upowszechniać się telewizory kolorowe, których kineskopy wymagały użycia surowców wydobywanych w Mountain Pass. Pod koniec lat 80. kopalnia utraciła dominującą pozycję na rynku na rzecz kopalni chińskich. Wydobycie w Mountain Pass wielokrotnie zmieniało strukturę własnościową, a nawet w 1998 roku przedsiębiorstwo postawiono w stan upadłości. Szacuje się, że Mountain Pass dysponuje pokładami ponad 18 milionów ton rudy węglanowej. W kopalni wydobywa się m.in.: bastnazyt, paryzyt, monacyt, sahamalit, alanit i ceryt. Obecnie kopalnia należy do firmy MP Materials i ma ok. 15% udziału w światowym rynku pierwiastków ziem rzadkich.